# أخبار إسلامية (مجلة)
مجلة الأخبار الإسلامية (بالبنغالية: আখবারে এসলামীয়া) كانت مجلة باللغة البنغالية في أواخر القرن التاسع عشر. نُشرَت شهريًا وموّلها زامندار كاراتيا [الإنجليزية] في تانجيل [الإنجليزية]، في بنغلاديش الحالية. ناقشت المجلة بشكل رئيس مواضيع تتعلق بالشريعة الإسلامية، وعلم التوحيد الإسلامي ، وسير المسلمين، والثقافة الإسلامية، فضلًا عن القضايا الاجتماعية والدينية المعاصرة.

## التاريخ
تأسست مجلة أخبار الإسلامية في نيسان 1884 على يد حافظ محمود علي خان باني، الزاميندار [الإنجليزية] السابق (السيد الإقطاعي) في كاراتيا [الإنجليزية]. حرَّر المجلةَ محمد نعيم الدين، وهو عالم دين مسلم وشاعر. وقد استمر نشرها حتى عام 1894 ثم أعيد نشرها في نيسان 1896 بتنسيق مختلف. ومع ذلك، حُلت بشكل دائم بعد فترة وجيزة.

## المحتوى
كانت المجلة جزءًا من الأخلاق الإسلامية في البنغال التي روجت للإسلام الذي كان شائعًا بين المسلمين البنغاليين. كانت الحركة ذات طبيعة محافظة، حيث كانت تثبط الكتب والموسيقى العلمانية والغربية. كانت لها نزاعات قانونية مع مجلة الأحمدي [الإنجليزية] المعاصرة لها، وهي مجلة إسلامية علمانية، بشأن أكل الأبقار والحوار الحنفي.